# Dioscorea cinnamomifolia
Dioscorea cinnamomifolia là một loài thực vật có hoa trong họ Dioscoreaceae. Loài này được Hook. mô tả khoa học đầu tiên năm 1828.